# PrimeGrid
PrimeGrid es un proyecto que utiliza la plataforma BOINC de computación distribuida. Posee dos objetivos: 
- Desarrollar aplicaciones para BOINC en el lenguaje de programación PERL;
- Factorizar los números del RSA Factoring Challenge.

A pesar de ya existir antes, recibió ese nombre el 1 de septiembre de 2005. El segundo de los objetivos es cuestionable, puesto que claramente se puede obtener un beneficio financiero, aunque también puede servir para mejorar la criptografía usada en transacciones por Internet, lo que beneficiará a todos.